# Rama Amoeba
Rama Amoeba（ラーマ・アメーバ）は、日本のロックバンド。

## 概要
ボーカル&ギターの秋間経夫は、社会現象にもなった人気番組『三宅裕司のいかすバンド天国』で4代目グランドイカ天キングを獲得したマルコシアス・バンプのリーダー。 
マルコシアス・バンプは、1990年にビクター音楽産業よりメジャー・デビューし、オリコンチャートTOP10入りなど、10枚のアルバムをリリース、1996年に活動を無期限停止した。 
秋間は1998年にAkima&Neosを結成し、アニメ『トライガン』のEDテーマ「風は未来に吹く」がヒット。その後は4度のアメリカツアーを行い、4枚のアルバムを発売して2008年に解散。同年の秋、秋間は、ドラムス大島治彦（ex.THE WILLARD他）、ベース上西泰史（ex.Core-MEDALICS他）、ギター新川辰史（ex.インディアンコルト）とRama Amoeba結成。2009年にNBCユニバーサル・エンターテイメントジャパンより2作同時発売デビュー。青盤・赤盤と呼ばれる『Hello! End Of The World』『Golden Age Of Glam Rock』のジャケットは、『怨み屋本舗REBOOT』（ビジネスジャンプ）の作者・栗原正尚によって描かれている。 
2010年8月ギター新川脱退。吉田ブギー（HOLICS）が加入。2011年キングレコード主催のグラムロック・オムニバス・アルバム「果てしなきグラムロック歌謡の世界」に2曲参加。2012年4月、2ndアルバム『Red Or Blue』をベルウッド・レコードよりリリース。8月ベースの上西が脱退。10月新たなベースとして清水"Matty"ケンヂ（ex.FURS他）が加入。2013年6月アメリカツアーを行う等、現在も精力的に活動中。2019年4月清水"Matty"ケンヂ脱退後、秋間経夫バースデーライブにてシンペイがサポートメンバーとして参加。ステージ上で秋間経夫から「正式メンバーにならないか?」の問いかけにシンペイが承諾した。 

## 主催イベント
秋間のライフワークとも言えるマーク・ボランの追悼コンサート「グラムロック・イースター」（マーク・ボランの命日9月16日に毎年開催）」も2008年以降はRama Amoebaが引き継いでいる。「グラムロック・イースター」は、2011年で25回目となり世界的な知名度を誇る。1997年には、その功績が認められ英国で行なわれた「マーク・ボラン生誕50周年イベント」に秋間がゲストとして招かれ演奏し、その模様はイギリスのTVニュースでも取り上げられた。

## メンバー
- 秋間経夫（ボーカル・ギター）4月7日生まれ、東京都出身
- 吉田ブギー（ギター）6月28日生まれ、東京都出身
- 大島治彦（ドラムス）2月7日生まれ、佐賀県出身
- シンペイ（ベース）

### 元メンバー
2008年 - 2010年
- 新川辰史（ギター）10月22日生まれ、愛知県出身

2008年 - 2012年
- 上西泰史（ベース）2月27日生まれ、大分県出身
- 清水"Matty"ケンヂ（ベース）8月20日生まれ、大分県出身

## ディスコグラフィ

### アルバム
オリジナル･アルバム
- Hello! End Of The World （2009年7月8日、GNCL-1212）

1. Space rama amoeba
2. Wendy
3. Sonar
4. Pirate
5. Dead end street
6. ぬれた三日月
7. Spirit in the Sky
8. Trappy Boogie
9. Sleeping Jungle Hearts
10. Animal life

- Red Or Blue （2012年4月4日、BZCS-1087）

1. Jet Girl
2. Broken Tears
3. Atomic Love
4. Gardenia
5. Red Or Blue
6. CORAL PINK
7. I Love You,O.K.
8. Blood Stream (Endless Sunset)
9. Seed
10. Kiss Kiss Kiss

グラムロック・カバー・アルバム
- Golden Age Of Glam Rock （2009年7月8日、GNCL-1213）

1. 20センチュリー・ボーイ ／T・レックス
2. Changes／デヴィッド・ボウイ
3. Trash／ニューヨーク・ドールズ
4. Rock And Roll Part3／Gary Glitter
5. Solid Gold Easy Action／T・レックス
6. Bad In Bed ／JAYNE COUNTY
7. Ball Park Incident/Come Back Karen／ウィザード
8. Oh Baby／DIB COCHRAN & THE EARWIGS
9. Cum On Feel the Noize／スレイド
10. すべての若き野郎ども／モット・ザ・フープル